# Maison de la Chimie

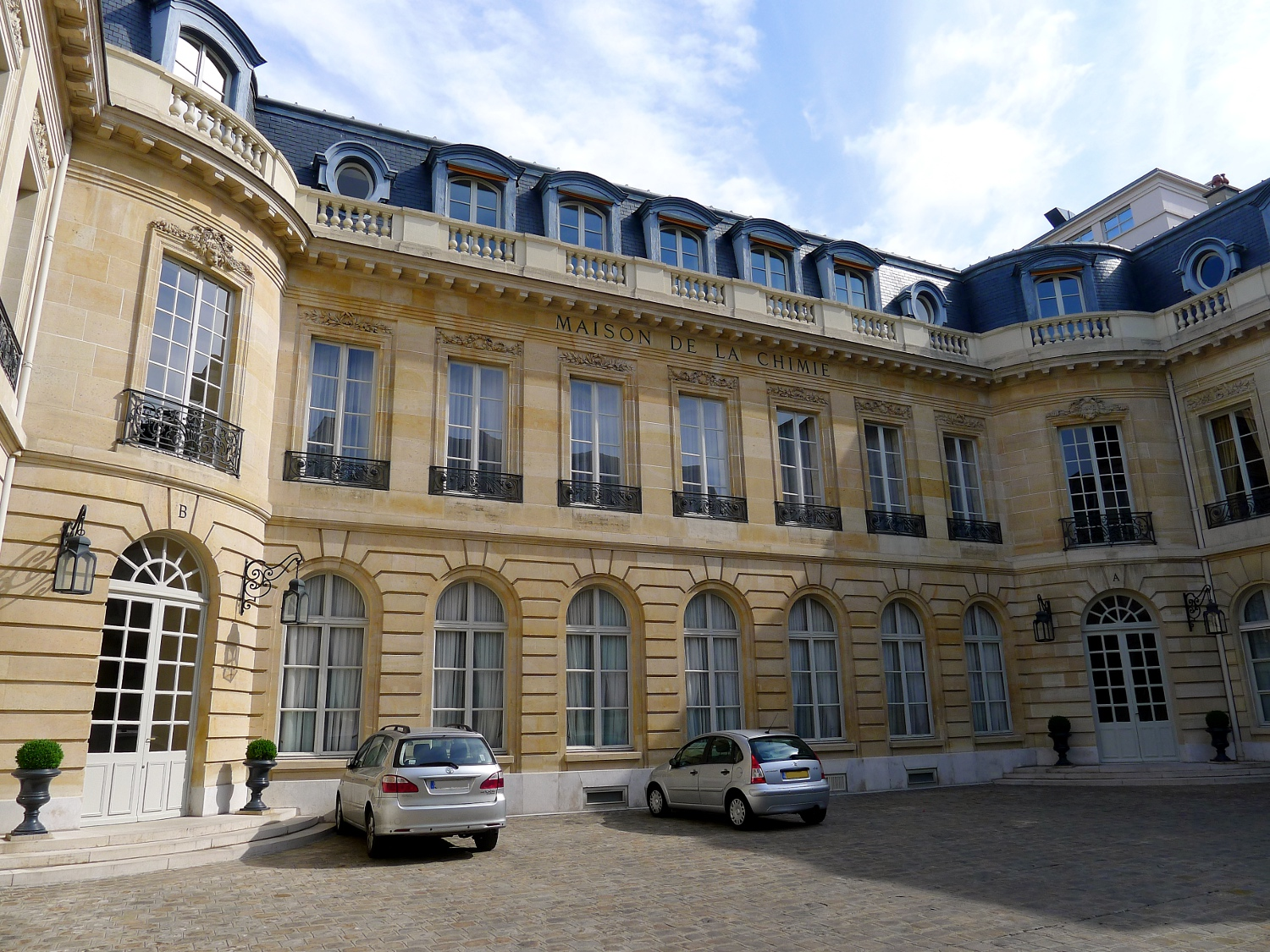
Maison de la chimie.

Maison de la Chimie ("kemihuset") är ett internationellt konferenscenter i Paris, Frankrike, beläget nära nationalförsamlingen.
Huset förvaltas av en ideell förening, La Fondation de la Maison de la Chimie. Dess primära mål är att hjälpa och hjälpa forskare och ingenjörer som arbetar inom kemiområdet, genom att anordna möten, kollokvier och konferenser.
Huset tillhandahåller kontorslokaler till olika föreningar som är engagerade inom vetenskapliga och tekniska områden. Huvudkontoret för Société Astronomique de France låg i huset från 1966 till 1974.
Salar och lokaler hyrs också ut för möten vars ämnen ligger utanför kemin; dessa andra användningar representerar faktiskt 75 % till 80 % av aktiviteten. På grund av sitt centrala läge i Paris, nära nationalförsamlingen och flera ministerier, är huset särskilt eftertraktat för möten med förtroendevalda.